# Mike Fidler
Michael Edward Fidler (Everett, Massachusetts, 1956. augusztus 19. –) amerikai profi jégkorongozó.

## Pályafutása
Komolyabb karrierjét a Bostoni Egyetemen kezdte 1974-ben. Az egyetemi csapatban 1976-ig játszott. Az 1976-os NHL-amatőr drafton a California Golden Seals választotta ki a harmadik kör 41. helyén. Az 1976-os WHA-amatőr drafton a New England Whalers választotta ki a második kör 13. helyén. Miután a kaliforniai csapat Clevelandbe költözött és Cleveland Barons néven folytatta a szereplést, ő is ment a csapattal. Felnőtt pályafutását a Cleveland Baronsban kezdte meg 1976-ban majd tíz mérkőzésre leküldték a CHL-es Salt Lake Golden Eaglesbe, ahol 18 pontot szerzett. A következő szezont végig játszotta a Baronsban. Részt vett az 1978-as jégkorong-világbajnokságon, ahol tíz mérkőzésen tíz pontot szerzett. 1978–1979-ben a Minnesota North Starshoz került majd leküldték a CHL-es Oklahoma City Starsba. A North Starsban 1980. december 16-ig játszott, mert ekkor a Hartford Whalersbe került. 1981–1982-ben szerepelt a Hartford Whalers, az Oklahoma City Starsban és az Erie Bladesben de ebben a három csapatban összesen 13 mérkőzést játszott. A következő szezonban négy mérkőzést játszhatott a Chicago Blackhawksban majd leküldték az AHL-es Springfield Indiansba. Képviselte hazáját az 1983-as jégkorong-világbajnokságon, ahol hét mérkőzésen 13 pontot szerzett. Az 1983–1984-es szezonban játszott az AHL-es New Haven Nighthawksban és az osztrák liga Wiener EV csapatában.